# Ottavio Falconieri
Ottavio Falconieri (né le 6 juin 1636 à Rome et mort le 16 novembre 1675 à Rome) est un philologue et archéologue italien du XVIIe siècle.

## Vie et œuvre
Savant antiquaire, prélat de l’Église romaine, d’une ancienne famille originaire de Florence, mort à Rome en 1676, âgé seulement d’environ 30 ans, est auteur de plusieurs Dissertations sur les antiquités, insérées par Grævius et Gronovius dans le volume 4 des Antiquités romaines et dans le volume 7 des Antiquités grecques. On lui doit la première édition de la Roma antica, de Famiano Nardini, qui parut à Rome en 1666, in-4°. Il y joignit un discours sur la Pyramide de Cestius et sur les peintures qui ornaient la chambre intérieure de ce monument ; et une lettre à Carlo Dati sur une inscription tirée des ruines d’un mur antique, abattu lors de la restauration du portique de la Rotonde, en 1661.
Il fait paraître en 1668, à Rome, in-4°, ses Inscriptiones athleticæ, avec de savantes notes qui jetèrent un nouveau jour sur ce sujet, jusqu’alors peu connu. Il réimprima dans le même volume une Dissertation non moins savante, qu’il avait déjà publiée à part l’année précédente, sur une médaille d’Apamée, portant pour empreinte le Déluge de Deucalion.
Ni le grand succès de cette Dissertation, ni les éloges qui en furent faits par les plus célèbres antiquaires, n’ont empêché Apostolo Zeno de consigner dans ses notes sur la Bibliothèque de Fontanini, un trait de critique qui a été répété depuis avec confiance : « Sur cette médaille, dit-il, Falconieri crut voir représenté le Déluge Universel avec l’arche, etc. et il crut lire au-dessous ΝΩΕ, c’est-à-dire le nom patriarche Noé, tandis que ces trois lettres, tachées du reste de l’inscription, et placées ici comme isolées, ne sont autre chose que la fin du mot ΑΠΑΜΕΩΝ ; regardées de la droite à gauche (comme l’écriture orientale), elles signifient ΝΩΕ ; mais lues de la gauche à la droite, elles ne sont que les trois dernières lettres du mot entier. »  (Notes sur Fontanini, t. 2, p. 252). L’éditeur de la 4e édition de la Roma antica de Nardini, Rome, 1771, 4 vol. in-8°, a répondu à cette censure par une note dans le 4e volume. On y voit que Falconieri ne donne que comme une conjecture ce qu’on l’accuse d’avoir donné comme une explication positive ; qu’il appuie cette conjecture de raisons si fortes, que le censeur eût peut-être été forcé de s’y rendre s’il les avait lues, mais qu’il n’a même pas vu le dessin de la médaille dont il est question, puisque cette médaille porte au bas du revers le mot entier ΑΠΑΜΕΩΝ ; que le mot ΝΩΕ, au contraire, est gravé sur le corps même du navire ou de l’arche, et que, par conséquent, le motif donné à la prétendue erreur de Falconieri est tout à fait imaginaire. Au reste, cette note renvoie à un passage du 6e  volume des Observations du marquis Maffei, relatives à cette médaille dans lesquelles ce savant antiquaire ne doute point de la justesse des conjectures de Falconieri : il voit comme lui, dans cette médaille, le Déluge de Deucalion et Pyrrha, sauvés dans une barque, une colombe apportant un rameau, et le mot Noé gravé non au-dessus de l’empreinte, mais sur la barque même. Il est donc prouvé que la critique de Zeno est non-seulement légère, mais entièrement dépourvue de fondement.
Falconieri était en relation de correspondance et d’amitié avec les savants les plus célèbres de son temps. Nicolas Heinsius lui a dédié le 3e livre de ses Elégies, Spanheim son traité des médailles, et plusieurs autres savants d’autres ouvrages. Il était membre de plusieurs académies savantes, et ne bornait pas ses études aux sciences et à l’érudition ; il cultivait aussi les belles-lettres. Dans le 1er volume des Lettres d’hommes illustres, publiées par Angelo Fabroni, on en a une que Falconieri écrivit, le 15 décembre 1663, au prince Léopold de Médicis, sur la nécessité d’admettre le Tasse parmi les auteurs qui font autorité pour la langue, dans la nouvelle édition qui se préparait du Vocabulaire de la Crusca. En lisant les excellentes raisons qu’il donne au prince, tant en son nom qu’au nom du cardinal Pallavicino, ce qui frappe le plus, c’est qu’à cette époque il eût encore besoin de les donner.